# Notiodrassus
Genre
Notiodrassus est un genre d'araignées aranéomorphes de la famille des Gnaphosidae.

## Distribution
Les espèces de ce genre sont endémiques de Nouvelle-Zélande.

## Liste des espèces
Selon World Spider Catalog (version 17.5, 08/11/2016) :
- Notiodrassus distinctus Bryant, 1935
- Notiodrassus fiordensis Forster, 1979

## Publication originale
- Bryant, 1935 : Some new and little known species of New Zealand spiders. Records of ihe Canterbury Museum, vol. 4, p. 71-94.